# Едвард Бенеш
Едвард Бенеш (на чешки: Edvard Beneš) (28 май 1884 – 3 септември 1948) е чехословашки политик.

## Биография
Роден е гр. Кожлани (дн. Пилзенски край), но израства в Прага, където играе като футболист в Спортен клуб „Славия“ (1896 – 1904). Следва във Философския факултет на Карловия университет, а после в Париж – в Сорбоната и в Свободното училище по политология (École Libre des Sciences Politiques). Завършва докторат по право в Дижон (1908) и продължа следването си в Пражката търговска академия. След дипломирането си е преподавател по социология в Карловия университет.
По време на Първата световна война е емигрант, в изгнание е сред основните борци за независимост на родината си, близък съратник на първия президент Томаш Масарик. От 1918 до 1935 г. е министър на външните работи на Чехословакия. Междувременно е министър-председател на Чехословакия (1921 – 1922). Президент е на Чехословакия от 1935 до 1938 г. Председател на Общото събрание на Обществото на народите (1935 – 1936).
След Мюнхенската спогодба от 1938 г. емигрира във Великобритания. Оглавява в изгнание Националния съвет в Лондон през 1940 г., който през 1941 г. е признат от антифашистката коалиция за правителството на Чехословакия (в изгнание), вкл. и от СССР.
През юни 1946 г. е избран отново за президент. Изправен пред засилващата се съветизация на страната, подава оставка през юни 1948 г. Умира 3 мес. по-късно във вилата си в гр. Сезимово Усти (дн. Южночешки край).